# 올 겨울 이런 남자를 만나라
《올 겨울 이런 남자를 만나라》(Winter Is Definitely Coming)는 한국에서 제작된 이재형 감독의 2005년 멜로/로맨스 영화이다. 김송희 등이 주연으로 출연하였다.

## 출연

### 주연
- 김송희
- 김선혁
- 정우진

## 기타
- 조명: 권문호
- 녹음: 장미라
- 미술: 류은혜
- 애니메이션: 정우진